# Penedono
Penedono és un municipi portuguès, situat al districte de Viseu, a la regió del Nord i a la Subregió del Douro. L'any 2001 tenia 3.445 habitants. Es divideix en 9 freguesies. Limita al nord i nord-oest amb São João da Pesqueira, a l'est amb Vila Nova de Foz Côa i Mêda, al sud amb Trancoso i a l'oest amb Sernancelhe.

## Fills il·lustres
- Ignacio Antonio De Almeida (1760-1825) compositor musical.

## Població
| Població del concelho de Penedono (1801 – 2004) | Població del concelho de Penedono (1801 – 2004) | Població del concelho de Penedono (1801 – 2004) | Població del concelho de Penedono (1801 – 2004) | Població del concelho de Penedono (1801 – 2004) | Població del concelho de Penedono (1801 – 2004) | Població del concelho de Penedono (1801 – 2004) | Població del concelho de Penedono (1801 – 2004) | Població del concelho de Penedono (1801 – 2004) |
| ----------------------------------------------- | ----------------------------------------------- | ----------------------------------------------- | ----------------------------------------------- | ----------------------------------------------- | ----------------------------------------------- | ----------------------------------------------- | ----------------------------------------------- | ----------------------------------------------- |
| 1801                                            | 1849                                            | 1900                                            | 1930                                            | 1960                                            | 1981                                            | 1991                                            | 2001                                            | 2004                                            |
| 3672                                            | 5226                                            | 6876                                            | 6050                                            | 6792                                            | 4189                                            | 3731                                            | 3445                                            | 3378                                            |

## Freguesies
- Antas
- Beselga
- Castainço
- Granja
- Ourozinho
- Penedono
- Penela da Beira
- Póvoa de Penela
- Souto